# Gabriela Vasconcelos
Gabriela Lima de Vasconcelos (, ) é uma lutadora de braço brasileira.
Gabriela Vasconcelos, mundialmente conhecida como "Iron Angel", é uma das maiores lendas da luta de braço, um esporte que ela domina com maestria, acumulando um impressionante histórico de títulos nacionais e internacionais. Além de ser uma atleta excepcional, Gabriela também é uma respeitada professora de ginástica artística e personal trainer, dedicando-se a inspirar e transformar vidas em academias de musculação.
Desde a pré-adolescência, Gabriela sonhava em ser ginasta, encantada pelos saltos e piruetas que a ginástica artística proporcionava. No entanto, sua força física notável logo a diferenciou das demais colegas, direcionando-a para um destino inesperado: a luta de braço, também conhecida como "queda de braço" ou "braço de ferro". Aos 12 anos, um técnico do clube Regatas de Campinas, o renomado Hugues Jorge, reconheceu seu potencial e a desafiou a entrar no esporte. Gabriela aceitou o desafio e, desde então, construiu uma carreira brilhante, marcada por conquistas impressionantes.
Em seus 24 anos como atleta profissional, Gabriela conquistou 34 títulos mundiais, 48 títulos nacionais e 48 títulos estaduais em São Paulo. Além desses, seu currículo inclui vitórias em competições internacionais de prestígio, como o Desafio Internacional do Arnold Sports South America no Rio de Janeiro, a Copa do Mundo Profissional na Polônia, a World Armwrestling League nos EUA, o King of The Table em Dubai e o East x West na Turquia.
Gabriela Vasconcelos não apenas acumula troféus, mas também deixa um legado de inspiração e motivação para jovens atletas ao redor do mundo. Sua dedicação e paixão pelo esporte são evidentes em sua rotina, que combina intensos treinos noturnos com seu trabalho diurno como professora de ginástica artística e personal trainer em Campinas.
Adicionalmente, Gabriela promove e organiza o Armwrestling Open Gabi Vasconcelos, um campeonato que reúne atletas de toda a América do Sul, fomentando o crescimento do esporte e descobrindo novos talentos.

A trajetória de Gabriela Vasconcelos é um testemunho de determinação, força e superação. Seu impacto transcende as competições, inspirando uma nova geração de atletas e reforçando a importância do esporte como um meio de transformação pessoal e comunitária. Com cada título conquistado e cada aluno inspirado, Gabriela solidifica seu legado como a "Iron Angel", uma verdadeira embaixadora da luta de braço no mundo.